# Conchita Franqui
Conchita Franqui (Havana, 19 de setembro de 1969) é uma cantora lírica cubana.
Tem interpretado obras de compositores cubanos, como Ernesto Lecuona, Gonzalo Roig e Harold Gramatges.

## Síntese biográfica

### Estudos
Desde muito tenra idade começou os seus estudos de canto.
Estudou direcção coral na Escola Nacional de Instrutores de Arte e no Instituto Superior de Arte (de Havana), com Ninón Lima, Martha Gutiérrez e Lucy Provedo (graduada em 1993).
Também estudou canto no Instituto Superior de Arte (ISA) da Universidade de las Artes em Havana, com María Eugenia Bairros (graduada em 1995).
Graduou-se em nível médio de Direcção Coral e de Canto Coral e Canto com diploma de ouro em ambas especialidades.

### Carreira
Foi directora de coros da Sociedade Artística Galega de Cuba (em Havana).
Durante muitos anos foi mestre de canto
na Escola Nacional de Circo,
na Escola Nacional de Instrutores de Arte e
no Instituto Superior de Artes da Universidade de las Artes de Havana.

### Trajectória artística
Em 1995
estreia na Ópera Nacional de Cuba (hoje Teatro Lírico Nacional de Cuba) como cantor solista, representando um pequeno papel em Rigoletto.
Com essa companhia tem cantado as óperas:
- A médium, de Gian Carlo Menotti, como a senhora Gobineau;[2]
- Carmen, de Georges Bizet, como Mercedes; junto ao director francês Jean-Paul Penin;[2]
- La Bohème, de Giacomo Puccini, como Mimì;
- A escrava, do cubano José Mauri Esteve (1855-1937), como Matilde;
- Madama Butterfly, de Giacomo Puccini como Cio-Cio San;
- A flauta mágica, de Wolfgang Amadeus Mozart, como a Dama da Rainha da Noite;

e as zarzuelas:
- La del soto del parral, de Anselmo C. Carreño e Luis Fernández de Sevilla (libreto) e de Reveriano Soutullo e Juan Vert (música), como Aurora;[2]
- Luisa Fernanda, de Federico Moreno Torroba, como Luisa Fernanda, la protagonista (estreia em Cuba);
- Los gavilanes, de Jacinto Guerrero, como Adriana;
- La verbena de la Paloma, de Ricardo de la Vega (libreto) e Tomás Bretón (música), como Señá Rita;
- Doña Francisquita de Amadeo Vives (música) e Federico Romero Sarachaga (libreto); estreia em Cuba.

Paralelamente tem desenvolvido uma intensa actividade como concertista, com asidua participação nos Festivais de Música Contemporânea de Havana.
Tem interpretado obras de jazz de George Gershwin.
Em 2006 gravou ―com a pianista cubana Marita Rodríguez― um álbum de todas as obras para voz e piano do compositor clássico cubano Harold Gramatges.
Nos últimos anos tem trabalhado com as sopranos
Milagres dos Anjos,
Alioska Jiménez e Laura Ulloa,
Em 2016 participou em festivais organizados pelo compositor e violonista Leio Brouwer (n. 1939).

### Voltas internacionais
Em várias oportunidades tem sido convidada a cantar fora de Cuba:
- 1996: Rússia
- 1997: Estados Unidos
- 1998: Coreia do Norte (Festival Primavera de Pionyang, onde obteve o primeiro prêmio).
- 1998: Estados Unidos
- 1999: Espanha
- 2000: Espanha

## Prêmios
- 1989: 1.º prêmio do Festival Musicalía
- 1993: 2.º prêmio do III Festival Rita Montaner[1]
- 1993: prêmio especial à melhor intérprete da Canção Cubana de Concerto, Festival Rita Montaner[1]
- 1994: prêmio Raquel Domínguez, Jubileo de Arte Lírico[1]
- 1994: prêmio Gustavo Sánchez Galarraga, Jubileo de Arte Lírico
- 1998: 1.º prêmio no Festival Primavera de Abril, em Pyongyang (Coreia do Norte).
- 1998: inclusão no Livro de Ouro do Grande Teatro de Havana.[2]

## Vida privada
Vive no distrito de Vedado da cidade de Havana (Cuba).

## Nota
- Este artigo foi inicialmente traduzido, total ou parcialmente, do artigo da Wikipédia em castelhano cujo título é «Conchita Franqui», especificamente desta versão.